# 영리회계
영리회계(榮利會計, profit making accounting)는 생산경제주체인 기업의 회계를 의미하며 응용되는 기업의 종류에 따라 개인기업회계, 조합기업회계, 회사기업회계, 비영리 기관의 수익사업회계 등으로 나뉜다. 영리회계는 기업의 특성에 따라 다소 내용이 상이하나 계산기구는 복식부기의 원리에 따라 형성되어 있다. 비영리회계와 반대되는 개념으로 영업을 목적으로 하는 회사 등의 회계, 즉 기업회계를 말한다. 단지 회계라고 하는 경우는 영리회계를 지칭하는 것이다.

## 같이 보기
- 일반적으로 인정된 회계원칙